# Kamienica przy Placu Konstytucji 3 Maja 6 w Radomiu
Kamienica przy Placu Konstytucji 3 Maja 6 w Radomiu – modernistyczna kamienica z 1938, położona w Radomiu przy Placu Konstytucji 3 Maja nr 6.
Budowę kamienicy, zleconą przez właścicielkę posesji dr Bolesławę Wrońską, ukończono w 1938. Autorem projektu kamienicy był radomski architekt Kazimierz Prokulski. Obiekt początkowo pełnił funkcję domu czynszowego. W czasie II wojny światowej znajdował się w nim hotel „Świt”.
Kamienica jest wyróżniającym się przykładem architektury modernistycznej w Radomiu. Została wzniesiona na planie zbliżonym do prostokąta z bocznymi ryzalitami w elewacji frontowej oraz środkowym ryzalitem o zaokrąglonych  narożach w elewacji tylnej. Składa się z pięciu kondygnacji. Reprezentacyjna fasada budynku ma symetryczny układ. Na zwieńczeniu bocznych ryzalitów znajdują się balkony. W centralnej części parteru umieszczone są cztery gładkie kolumny. Wyższe kondygnacje środkowej części ozdobione są pilastrami, na drugiej i trzeciej kondygnacji znajdują się loggie balkonowe, zaś na czwartej mały półokrągły balkon. Przed 1945 po obu stronach tylnej części budynku istniały windy osobowa i towarowa, przekształcone później w pomieszczenia gospodarcze.
Budynek wpisany jest do rejestru zabytków Narodowego Instytutu Dziedzictwa pod numerem 175/2013 z 5.03.2013.